# Nedjałkowci (obwód Gabrowo)
Nedjałkowci (bułg. Недялковци) – wieś w środkowej Bułgarii, w obwodzie Gabrowo, w gminie Trjawna. Wieś jest niezamieszkana.